# Saleilles
Saleilles – miejscowość i gmina we Francji, w regionie Oksytania, w departamencie Pireneje Wschodnie.
Według danych na rok 1990 gminę zamieszkiwały 3293 osoby, a gęstość zaludnienia wynosiła 538 osób/km² (wśród 1545 gmin Langwedocji-Roussillon Saleilles plasuje się na 113. miejscu pod względem liczby ludności, natomiast pod względem powierzchni na miejscu 960.). 

## Zabytki
Zabytki na terenie gminy posiadające status monument historique:
- kościół św. Szczepana (Église Saint-Étienne de Saleilles) – dawny kościół, którego nie należy mylić z kościołem parafialnym pw. św Szczepana z XIX wieku

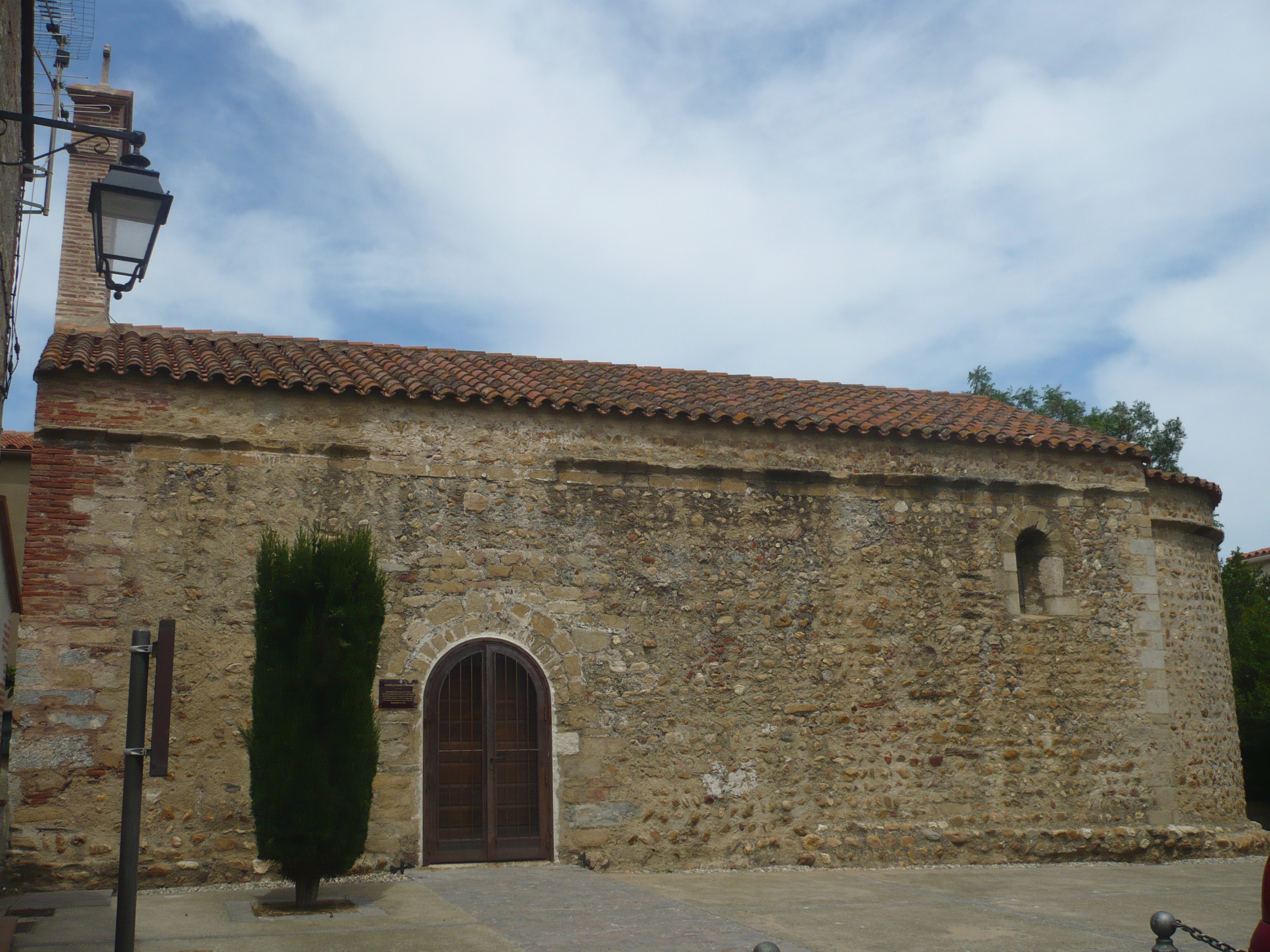
Kościół św. Szczepana z XII wieku (2014)
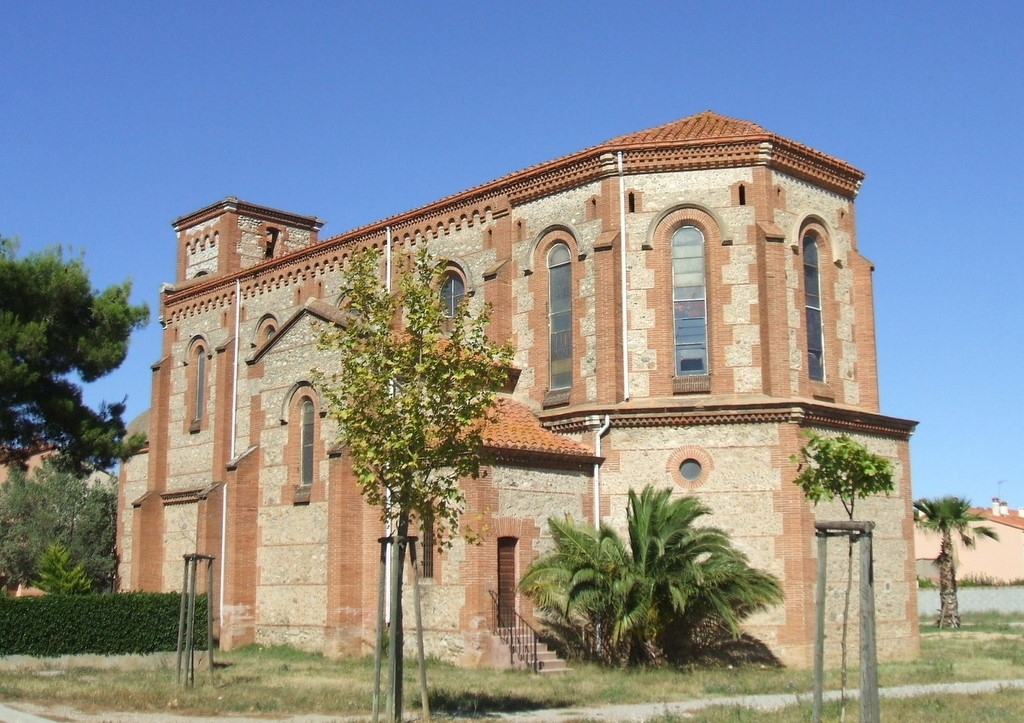
Kościół św. Szczepana z 1894 r. (2008)

## Populacja

Populacja Saleilles w latach 1962–2008